# Steinbruch Kirchardter Berg
Der Steinbruch Kirchardter Berg ist ein am 27. Juli 1984 vom Regierungspräsidium Karlsruhe durch Verordnung ausgewiesenes Naturschutzgebiet auf dem Gebiet der Stadt Sinsheim im Rhein-Neckar-Kreis.

## Lage
Das 11,3 Hektar große Schutzgebiet liegt etwa 500 m südwestlich des Stadtteils Steinsfurt und 1,5 km nördlich des Stadtteils Reihen nördlich der A 6. Es gehört zum Naturraum Kraichgau.

## Schutzzweck
Wesentlicher Schutzzweck des Naturschutzgebiets ist laut Verordnung „die Erhaltung und Sicherung des Kalksteinbruches und seiner unmittelbaren Umgebung als wertvoller Sekundärbiotop mit ökologisch bedeutsamen Vorwaldstadien und kleinflächigem Wechsel von Saumgesellschaften und Halbtrockenrasen, der sich durch eine hohe Artenvielfalt heimischer Tiere und Pflanzen auszeichnet und durch eine bisher ungestört ablaufende Sukzession der Vegetationsentwicklung ein wertvolles Studienobjekt für die wissenschaftliche Forschung darstellt.“

## Landschaftscharakter
Der ehemalige Steinbruch liegt in der Trochitenkalk-Formation des Oberen Muschelkalks. die nordexponierten Abbauwände sind etwa 450 m lang und bis zu 15 m hoch. Der gesamte ehemalige Steinbruch ist von einem Sukzessionswald bedeckt. Nördlich des Gebiets verläuft die Bahnstrecke Meckesheim–Bad Friedrichshall, im Süden durchquert die Bundesstraße 39 das Gebiet. Im Osten und Süden grenzen weitere Waldbestände sowie ackerbaulich genutzte landwirtschaftliche Flächen an das Gebiet an.

## Zusammenhängende Schutzgebiete
Das Gebiet grenzt im Norden, Westen und Süden an das Landschaftsschutzgebiet Unteres und Mittleres Elsenztal.